# Marmara apocynella
Marmara apocynella là một loài bướm đêm thuộc họ Gracillariidae. Nó được tìm thấy ở Hoa Kỳ (Ohio và Maine).
Ấu trùng ăn Apocynum cannabinum.